# Eurysa forguja
Eurysa forguja är en insektsart som beskrevs av Adolf Remane och Asche 1983. Eurysa forguja ingår i släktet Eurysa och familjen sporrstritar. Inga underarter finns listade i Catalogue of Life.